# 蒙戈勒人
蒙戈勒，是蒙古帝國阿富汗駐軍的後裔。以前，蒙戈勒人村庄可以在古爾以及远至巴达赫尚的地方找到。現在他們只住在赫拉特省兩條村。說蒙戈勒語
他們有時叫自己沙贾汗，因為他們曾加入沙賈罕的軍隊。
在山區的蒙戈勒人繼續遊牧生活，在平原地區的採用了塔吉克鄰居的耕作和灌溉技術。